# Nemesis the Warlock
Pour jeu vidéo adapté de cette bande dessinée, voir Nemesis the Warlock (jeu vidéo).
Nemesis the Warlock est une bande dessinée de science-fiction britannique publié dans 2000 AD à partir de 1980, créée par le scénariste Pat Mills et le dessinateur Kevin O'Neill.

## Adaptations

### Jeu vidéo
La franchise est adaptée en jeu vidéo sous le titre Nemesis the Warlock, un jeu d'action-plates-formes en deux dimensions développé par Martech Games et édité par Creative Reality sur ZX Spectrum, Commodore 64 et Amstrad CPC en 1987,.